# Ambalabe Befanjava
Ambalabe Befanjava is een plaats en commune in het noordwesten van Madagaskar, behorend tot het district Mahajanga II, dat gelegen is in de regio Boeny. Tijdens een volkstelling in 2001 telde de plaats 4.395 inwoners.
De plaats biedt naast lager onderwijs ook middelbaar onderwijs aan. 96 % van de bevolking werkt als landbouwer. Het belangrijkste landbouwproduct is rijst; andere belangrijke producten zijn mais en maniok. Verder is 4% actief in de dienstensector.